# Antonio Grass
Antonio Grass Grass (Oiba, Santander, Colombia, 27 de septiembre de 1932) es un diseñador gráfico y artista visual colombiano. Es conocido por sus libros con diseños inspirados en el arte precolombino de su país.

## Reseña biográfica
Antonio Grass nació en la población santandereana de Oiba el 27 de septiembre de 1937. En 1957 inició sus estudios en la Escuela de Bellas Artes de Bucaramanga, ciudad donde rápidamente empezó a participar en exposiciones. En 1963 viajó a los Estados Unidos, donde realizó exposiciones individuales en el Community Center de Winston-Salem, Carolina del Norte y la Gertz Gallery de Nueva York.
Al regresar a Colombia en 1964, inició sus estudios en historia del arte y diseño en la Universidad de los Andes de Bogotá, donde fue alumno de la crítica de arte Marta Traba y el diseñador David Consuegra. Fue a partir de esta época que trabajó en sus series Génesis, Escudos, Talismanes, Señales y Sellos. 
En la década de 1970, y a principios de la década de 1980, publicó varios libros con sus diseños inspirados en el arte precolombino, que recibieron gran acogida por el mercado e incluso fueron galardonados en concursos y exposiciones internacionales. En efecto, sus libros El círculo (1962) y La marca mágica (1976) recibieron menciones de honor en la Bienal de Libros de Arte de Jerusalén en 1963 y 1977, respectivamente, y Los rostros del pasado (1982) fue galardonado con el primer premio de honor en la exposición de "Los libros más bellos del mundo entero", realizada en Leipzig, Alemania en 1983.
Durante muchos años trabajó en la Universidad Jorge Tadeo Lozano de Bogotá, principalmente como profesor y coordinador académico, llegando incluso a ser nombrado decano de la Escuela de Bellas Artes.

## Libros
- El círculo (1962)
- Diseño precolombino colombiano (1972)
- La marca mágica (1976)
- Animales mitológicos (1979)
- Los rostros del pasado (1982)
- Las ranas acróbatas (1984)
- Búhos filósofos prehispánicos (1984)
- Investigaciones sobre el diseño prehispánico de Antonio Grass (1992)